# Friedrich Krieß
Friedrich Krieß (* 19. Mai 1796 in Graudenz; † 29. Oktober 1872 in Naumburg (Saale)) war ein preußischer Generalleutnant.

## Leben

### Herkunft
Friedrich war der Sohn des preußischen Premierleutnants Jakob Krieß († 1823) und dessen Ehefrau, einer geborenen Roemer.

### Militärkarriere
Krieß trat zu Beginn der Befreiungskriege am 19. März 1813 in das Reservebataillon des Schlesischen Infanterie-Regiment der Preußischen Armee ein. Im Jahr 1814 wurde er Unteroffizier und nahm an der Belagerung von Glogau teil.
Nach dem Krieg wurde er im Jahr 1816 in das 25. Infanterie-Regiment versetzt und avancierte bis Ende April 1819 zum Sekondeleutnant. Im Jahr 1826 wurde Krieß Adjutant des II. Bataillons. 1829 stieg er zum Regierungsadjutanten auf und wurde in dieser Stellung Mitte Juli 1832 Premierleutnant. Vom 20. März 1835 bis zum 29. März 1839 war er Adjutant der 15. Infanterie-Brigade. Anschließend folgte seine Versetzung als Kapitän und Kompaniechef in das 28. Infanterie-Regiment. Zudem war Krieß ab Mitte Dezember 1844 auch Direktor der Divisionsschule der 15. Division und Präses der Examinations-Kommission für Portepeefähnriche. Am 31. März 1846 wurde er zum Major befördert und als Kommandeur des II. Bataillons in das 25. Landwehr-Regiment versetzt. Daran schlossen sich ab dem 15. Juni 1850 eine Verwendung als Bataillonskommandeur im 34. Infanterie-Regiment und am 22. März 1853 die Beförderung zum Oberstleutnant an.
Krieß wurde am 13. Juli 1854 Oberst und Kommandeur des 37. Infanterie-Regiment. Am 29. Oktober 1857 wurde er Kommandant von Saarlouis und à la suite seines bisherigen Regiments gestellt. In dieser Stellung wurde ihm am 31. Mai 1859 der Charakter als Generalmajor verliehen. Das Patent zu seinem Dienstgrad erhielt Krieß am 3. Mai 1860 und zugleich erfolgte seine Versetzung als Kommandant nach Breslau. Am 19. März 1863 verlieh ihm König Wilhelm I. den Stern zum Roten Adlerorden II. Klasse mit Eichenlaub. Zwei Monate später, am 19. Mai 1863, wurde er als Generalleutnant mit Pension in den Ruhestand verabschiedet und am 28. November 1863 mit Pension zur Disposition gestellt. Er starb am 29. Oktober 1872 in Naumburg (Saale).

### Familie
Er heiratete am 31. Juli 1823 in Bornhagen in Eichsfeld Luise Freiin von Hanstein (1796–1868), Witwe des Ernst von Stutterheim. Sie war eine Tochter von Adam Erdmann Siegfried Friedrich von Hanstein (1747–1820) und der Maria Johanna Leogoldine von Stein (* 1760). Das Paar hatte fünf Söhne und fünf Töchter, darunter:
- Ludwig Johann Adalbert (1824–1894) ⚭ Barbara Wunner (1849–1914)
- Jota
- Karl
- Emma (* 1831) ⚭ 1858 Hugo Wilhelm Heinrich Joachim von Falken-Placheky[5]
- Hugo
- Theodor
- Malwine
- Bertha ⚭ N.N. Rudolph
- Gerhardine ⚭ N.N. Vitzthum von Eckstedt